# Kunjabangarh
Kunjabangarh es una ciudad censal situada en el distrito de Nayagarh en el estado de Odisha (India). Su población es de 6906 habitantes (2011). Se encuentra a 114 km de Bhubaneswar y a 120 km de Cuttack. 

## Demografía
Según el censo de 2011 la población de Kunjabangarh era de 6906 habitantes, de los cuales 3691 eran hombres y 3215 eran mujeres. Kunjabangarh tiene una tasa media de alfabetización del 86,31%, superior a la media estatal del 72,87%: la alfabetización masculina es del 92,18%, y la alfabetización femenina del 79,57%.